# Колочь (посёлок станции)
Колочь — посёлок станции в Можайском районе Московской области, входит в состав сельского поселения Бородинское. До 2006 года посёлок входил в состав Бородинского сельского округа.
Расположен, примерно, в 15 км западнее Можайска, на левом берегу реки Колочь, у железнодорожной платформы Колочь Смоленского направления МЖД, высота центра над уровнем моря 202 м. Ближайшие населённые пункты к северу за железной дорогой — Головино западнее и посёлок учхоза «Александрово» восточнее.

## Население
| 2002 | 2006 | 2010 |
| ---- | ---- | ---- |
| 37   | ↘34  | ↗45  |